# Скоп'є-2014

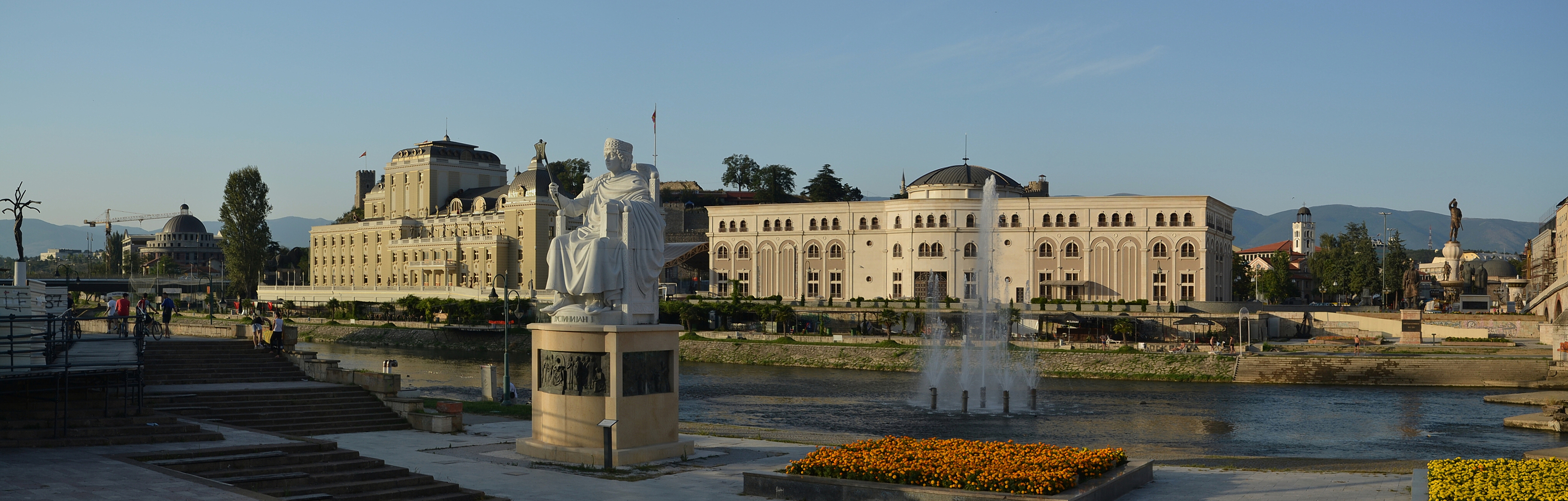
Панорама оновленого центру вздовж річки Вардар

«Скоп'є-2014» — проєкт уряду Північної Македонії (ВМРО-ДПМНЄ) по будівництву пам'ятників історичним особистостям, фонтанів, скульптур, музеїв і адміністративних будівель в центрі столиці Скоп'є. Він повинен був істотно підвищити туристичну привабливість міста. Проти проєкту «Скоп'є-2014» виступили ряд громадських об'єднань та політичних партій.
Проєкт був представлений 4 лютого 2010 року. Завершити роботи планувалося до 2014 року. Спочатку проєкт був оцінений у 80 млн євро. Всього згідно з проєктом передбачалося побудувати 20 будівель і більше 40 пам'ятників. Більшу частину пам'яток передбачалося побудувати на площах Македонії і Воїна і в безпосередній близькості від набережної річки Вардар. Будівництво церкви Костянтина і Олени на деякий час було заморожено.
Серед найбільш помітних споруд, побудованих в рамках проєкту «Скоп'є-2014» — оточений мармуровим фонтаном зі статуями левів 25-метровий кінний пам'ятник Александру Македонському на площі Македонія, оточений фонтаном і статуями сподвижників 28-метровий пам'ятник Філіппу II Македонському на площі Воїна, Тріумфальна арка «Порта Македонія» на площі Пелла (автор усіх трьох споруд — скульптор Валентина Стефановська), нові пішохідні мости Мистецтв і Цивілізацій через річку Вардар з численними статуями святих (на одному) і світських (на іншому) особистостей, оновлений «золотий» міст Гоце Делчева через річку Вардар, Національний театр Македонії, Македонська опера, Македонська філармонія, кілька монументальних адміністративних будинків і будівель музеїв, три будівлі ресторану у вигляді кораблів біля річки Вардар, фонтани біля річки Вардар. Також в рамках проєкту були споруджені пам'ятники Методії Андонову-Ченто, царю Самуїлу, імператору Юстиніану I, Гоце Делчеву, Даме Груєву, «Геміджії», святим Кирилу і Мефодію, святим Клименту і Науму і безліч інших пам'яток і статуй біля мостів, площ, у парках, на будівлях. Також в рамках проєкту в місті були запущені на маршрути по місту маршрутні автобуси, подібні лондонським двоповерховим автобусам.

## Критика
Проєкт «Скоп'є-2014» часто піддавався критиці. Так, вшанування Олександра Македонського викликало невдоволення Греції, яка вважає його частиною своєї історії. Крім того, як показують опитування, цей проєкт не схвалюють більше половини жителів самої Північної Македонії. Серед основних причин невдоволення — величезні фінансові витрати в непростий для економіки Північної Македонії період. За різними оцінками на проєкт пішло від 200 до 500 млн євро. Піддається критиці і естетична сторона проєкту. Так, македонський архітектор Роберт Дандаров стверджував, що «Скоп'є, по правді кажучи, перетворився в енциклопедію „кітча“».

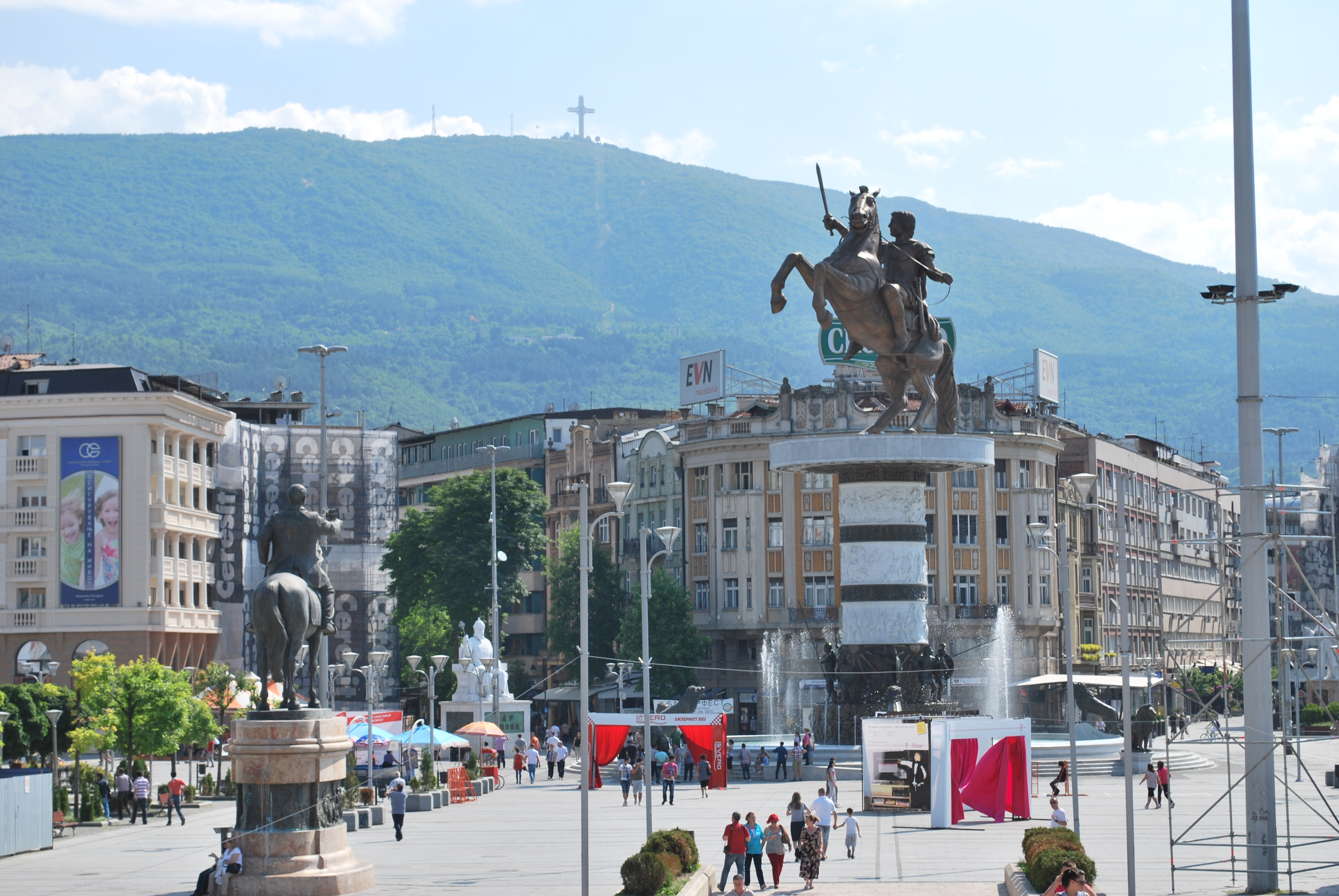
Площа Македонія з пам'ятником Олександру Македонському
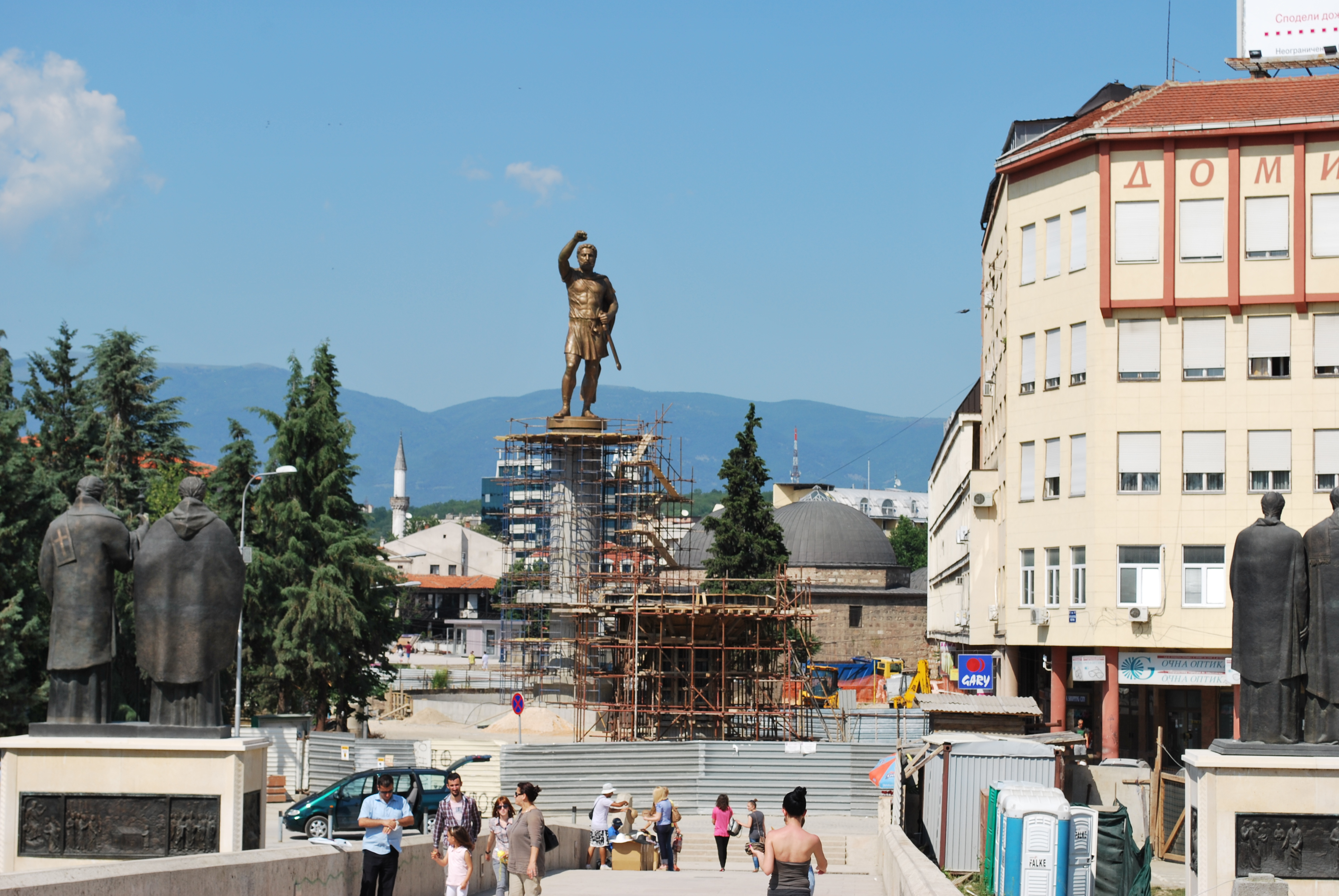
Площа Воїна з пам'ятником Філіпу Македонському
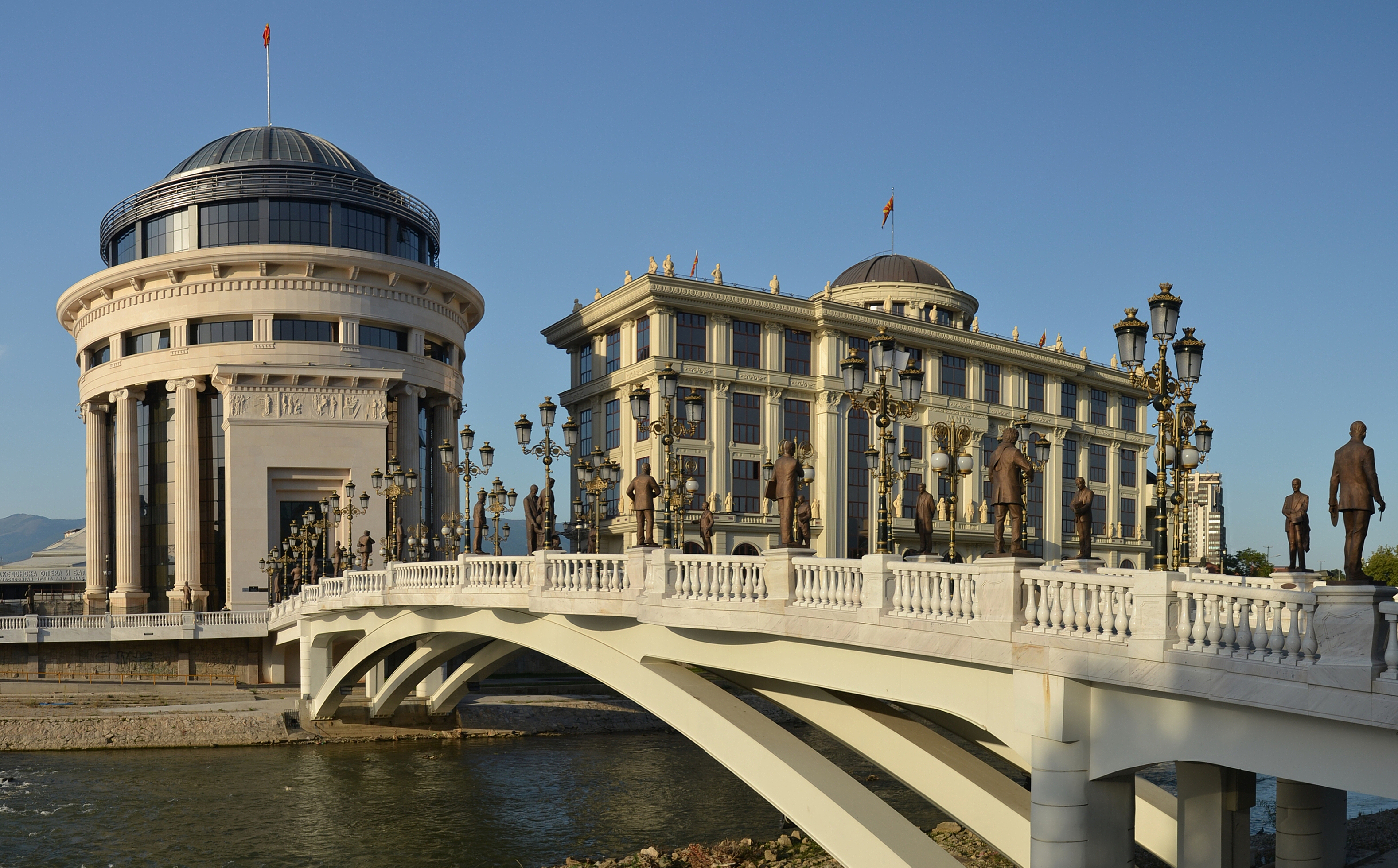
Міст Мистецтв і будівля МЗСу
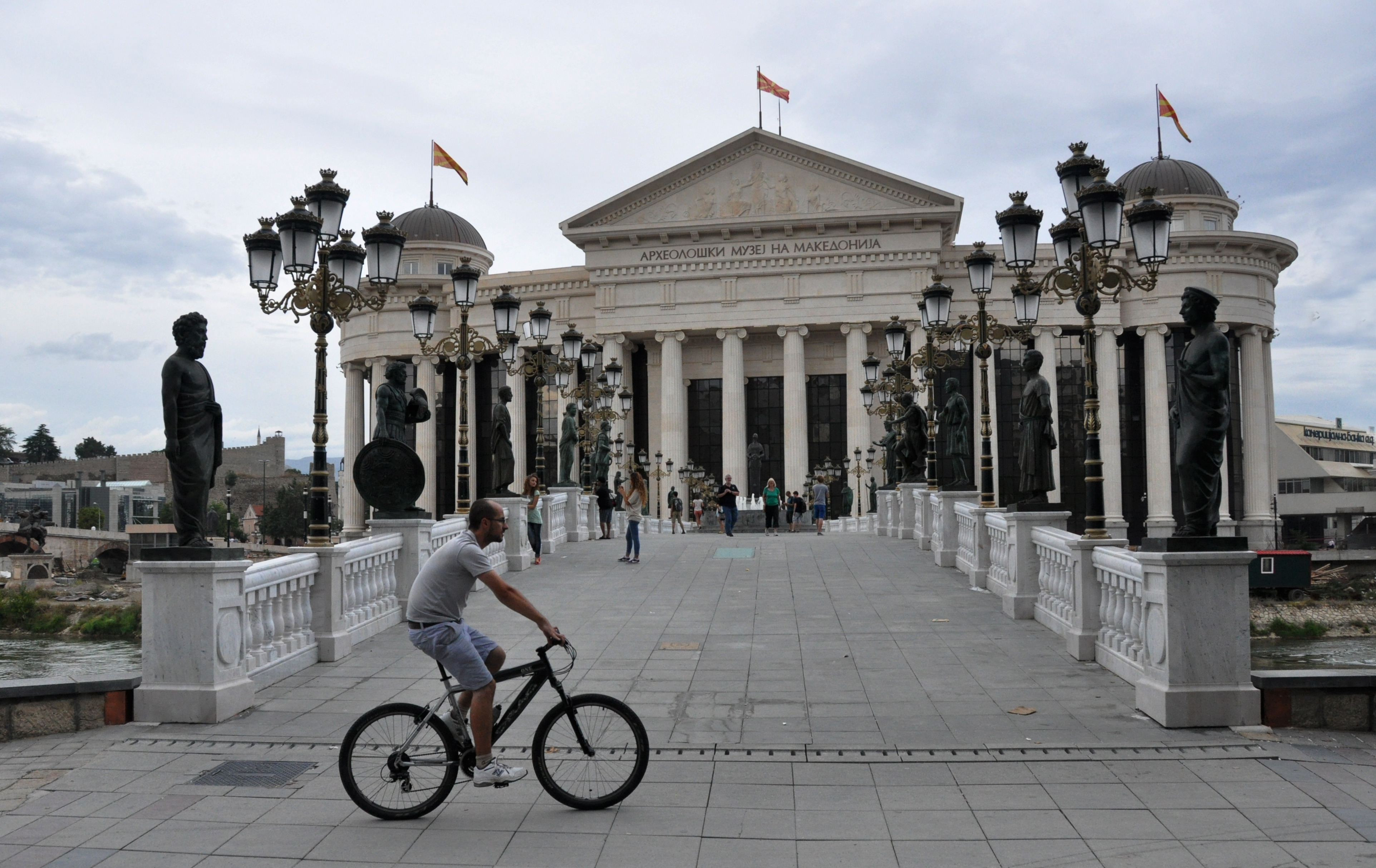
Міст Цивілізацій і Археологічний музей
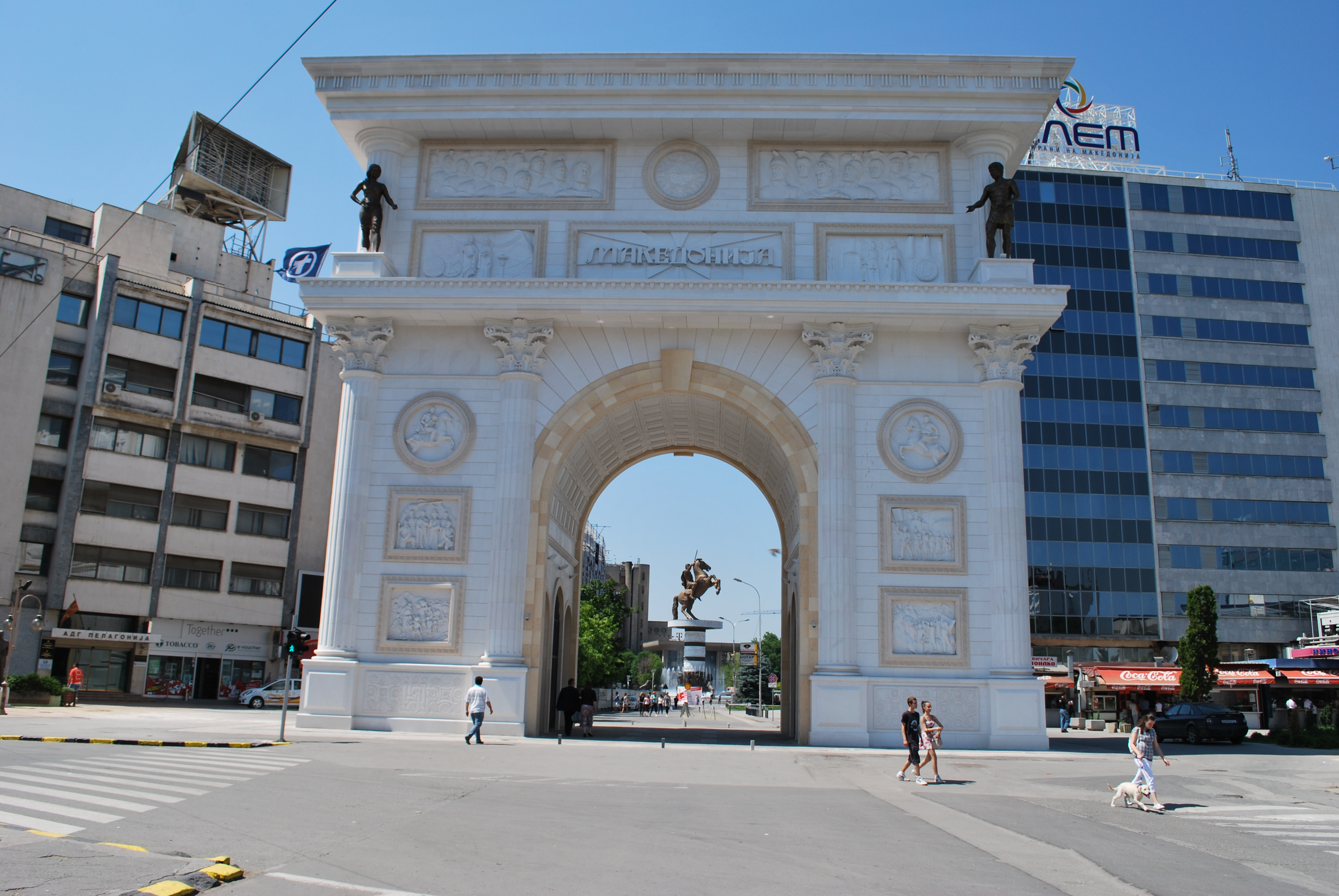
Тріумфальна арка «Македонія»
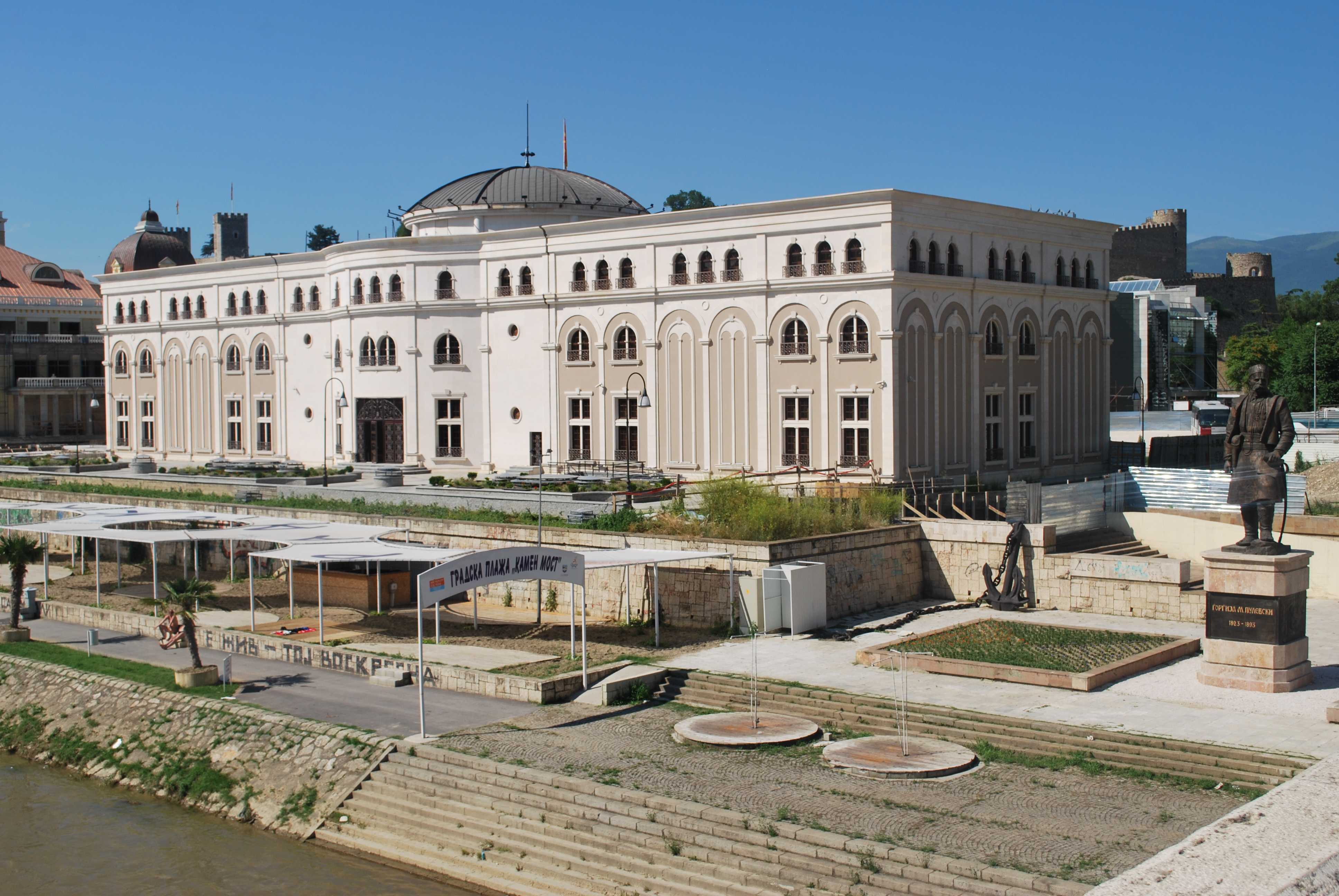
Музей боротьби за Македонію
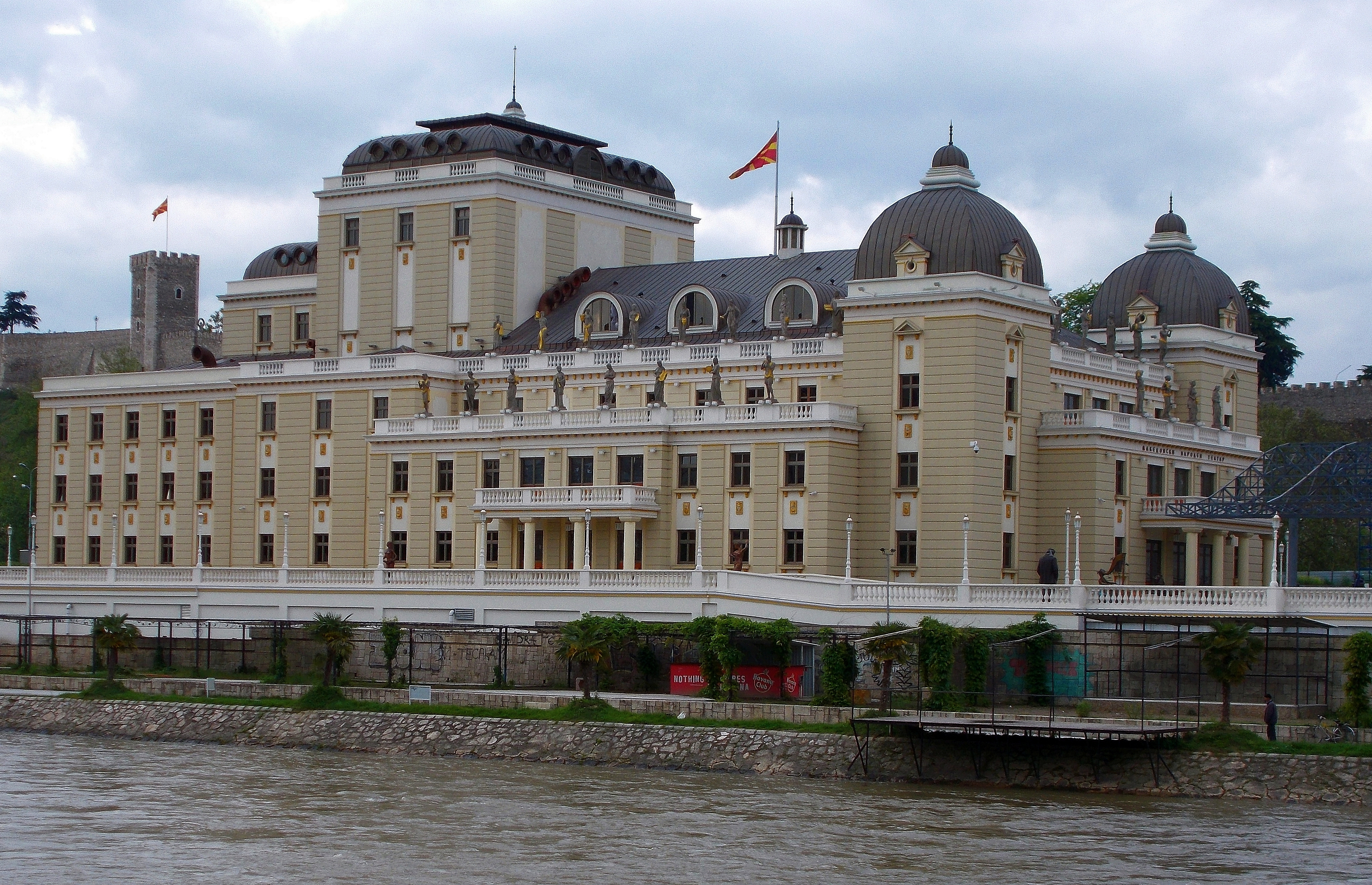
Національний театр Македонії
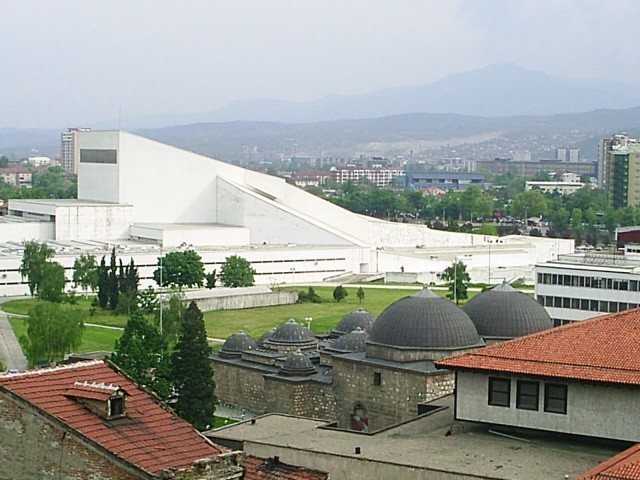
Македонська опера
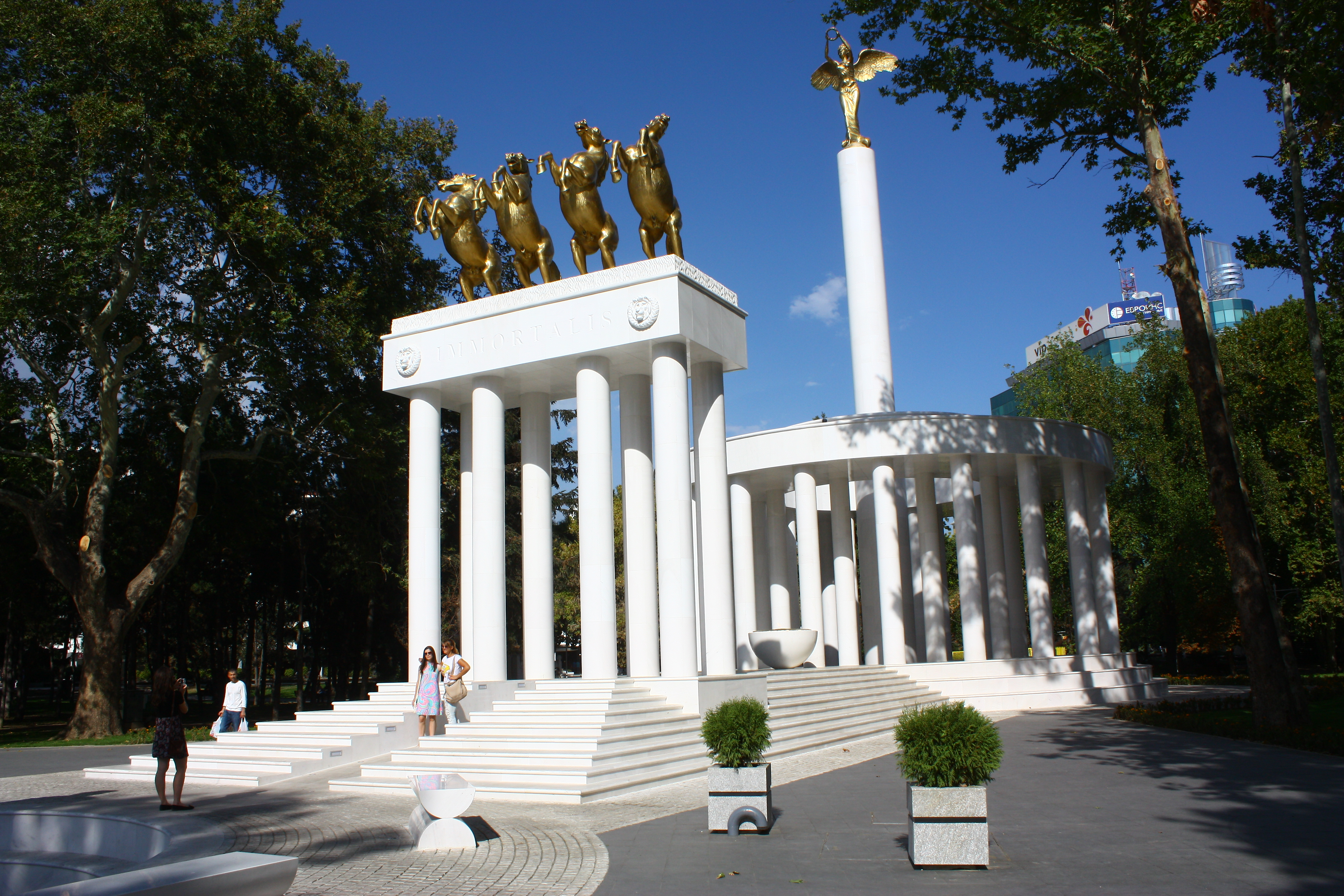
Монумент і парк героїв Македонії
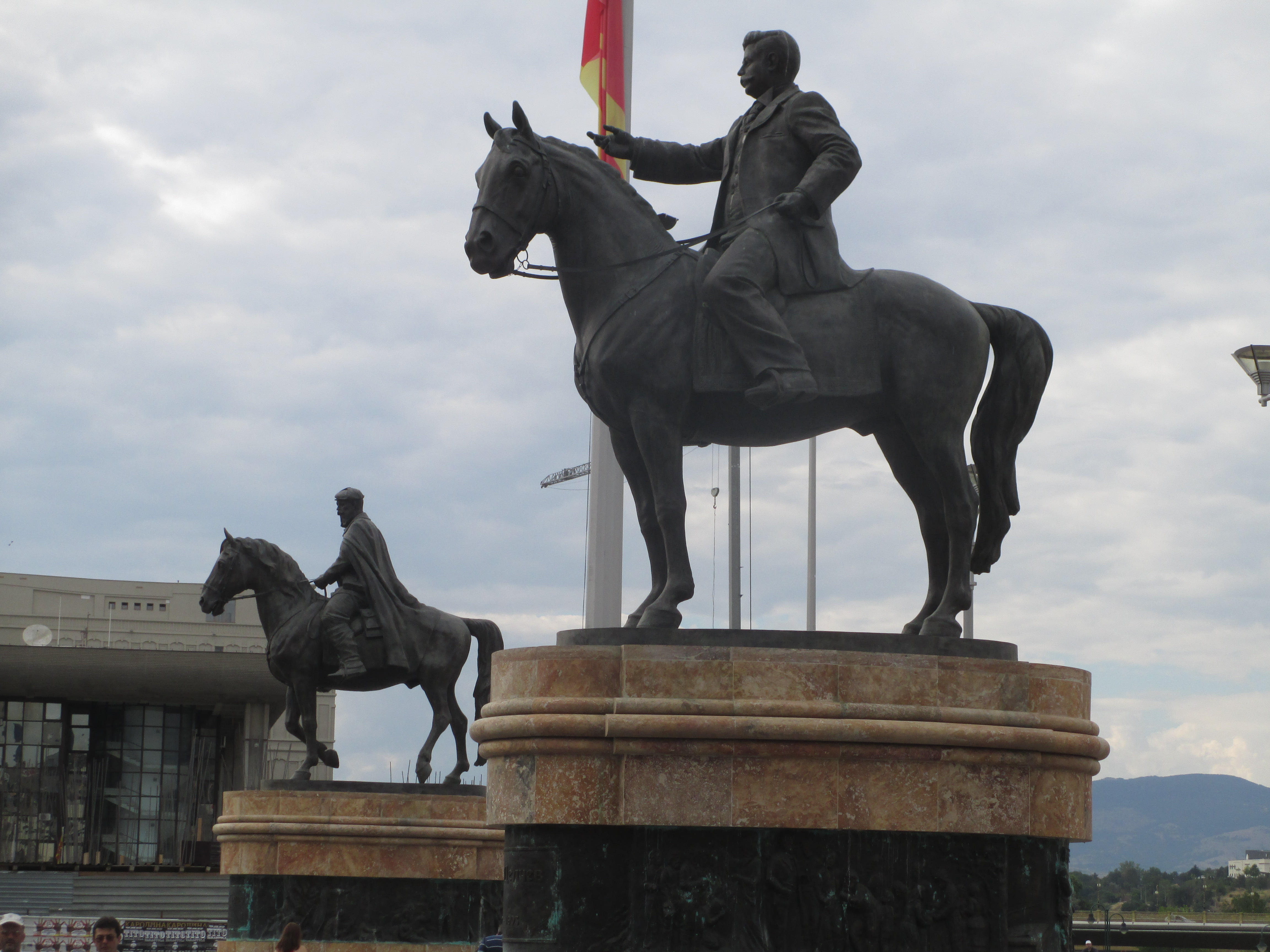
Пам'ятники Гоце Делчеву і Даме Груєву перед Кам'яним мостом
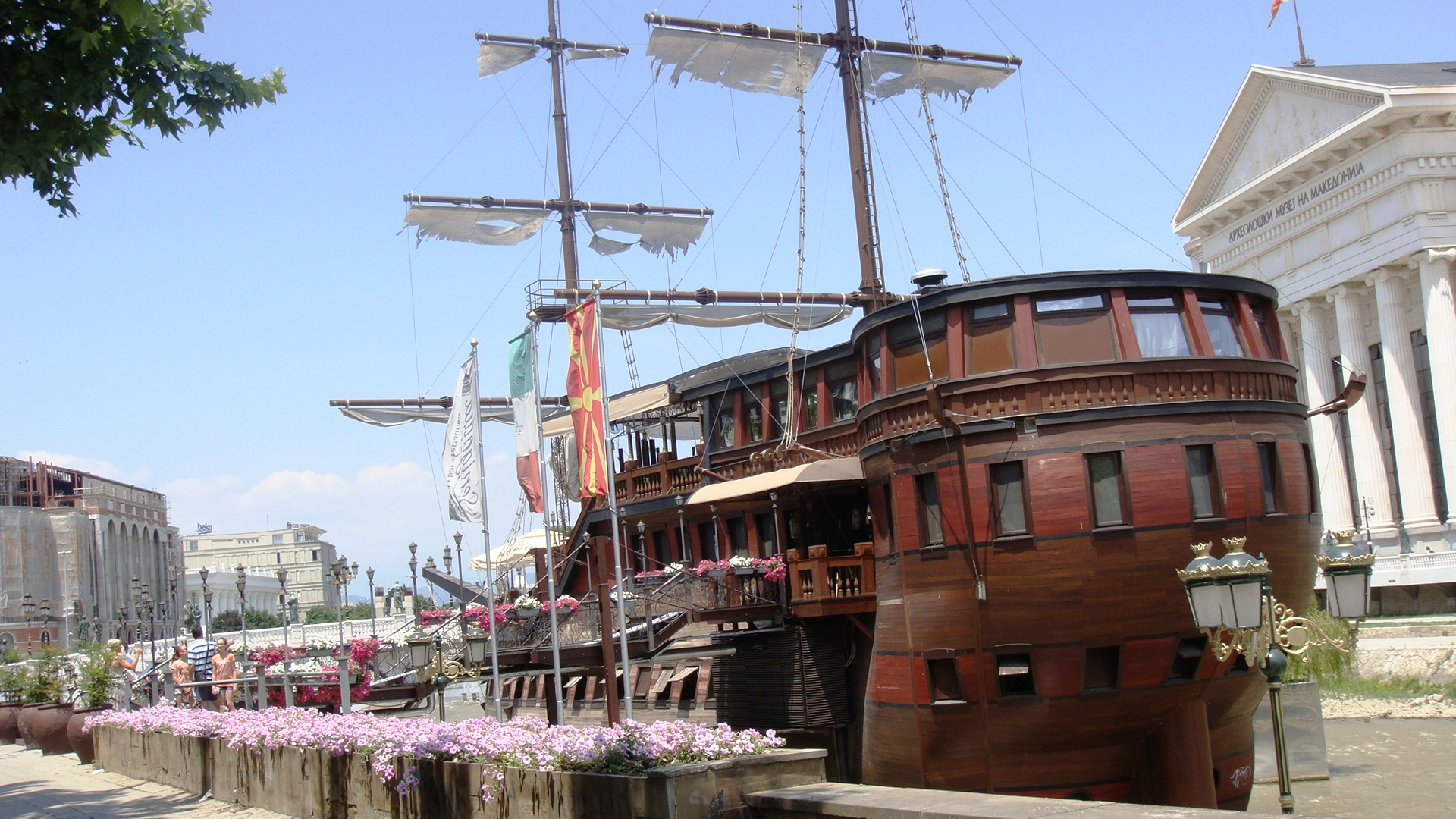
Один з ресторанів-кораблів в річці Вардар
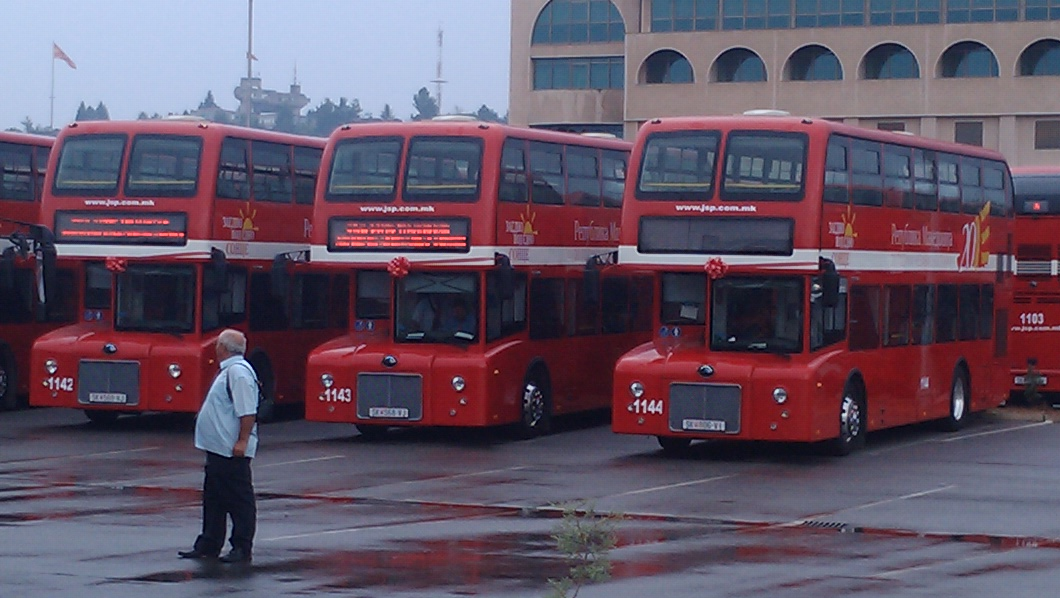
Двоповерхові маршрутні автобуси